# Eridolius pachysoma
Eridolius pachysoma är en stekelart som först beskrevs av Stephens 1835.  Eridolius pachysoma ingår i släktet Eridolius och familjen brokparasitsteklar. Arten är reproducerande i Sverige. Inga underarter finns listade i Catalogue of Life.